# Кава-де-Тиррени
Кава-де-Тиррени (итал. Cava de' Tirreni) — коммуна в Италии, располагается в регионе Кампания, в провинции Салерно.
Население составляет 53 314 человек (2008 г.), плотность населения составляет 1 462,06 чел./км². Занимает площадь 36 км². Почтовый индекс — 84013. Телефонный код — 089.
Покровителями коммуны почитаются Пресвятая Богородица (Santa Maria Incoronata dell’Olmo), празднование 8 сентября, и святой Адьютор (Sant’Adiutore).

## Демография
Динамика населения:

## Фотогалерея

Вид Кава-де-Тиррени с горы Сан-Либераторе

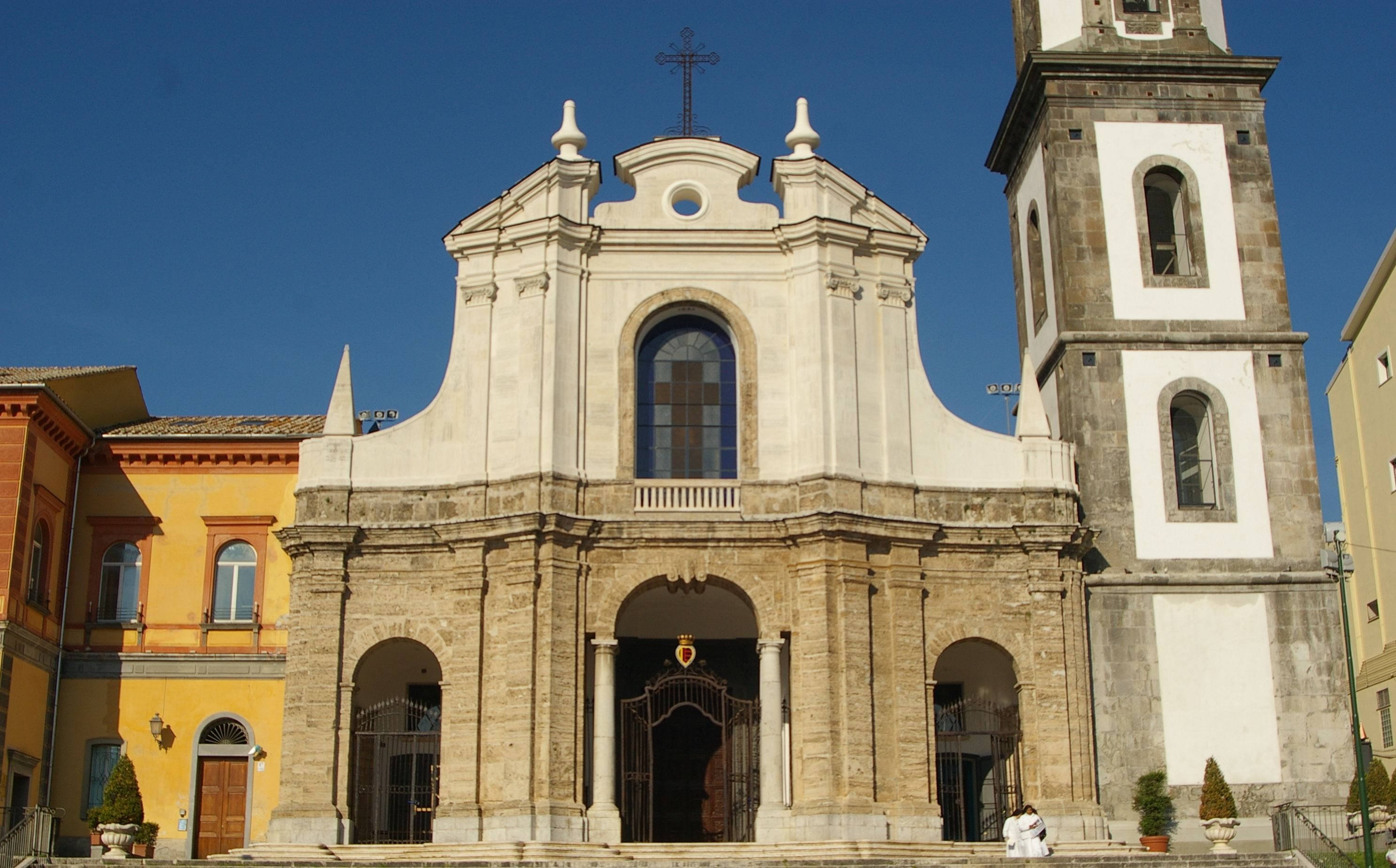
Храм святого Франциска
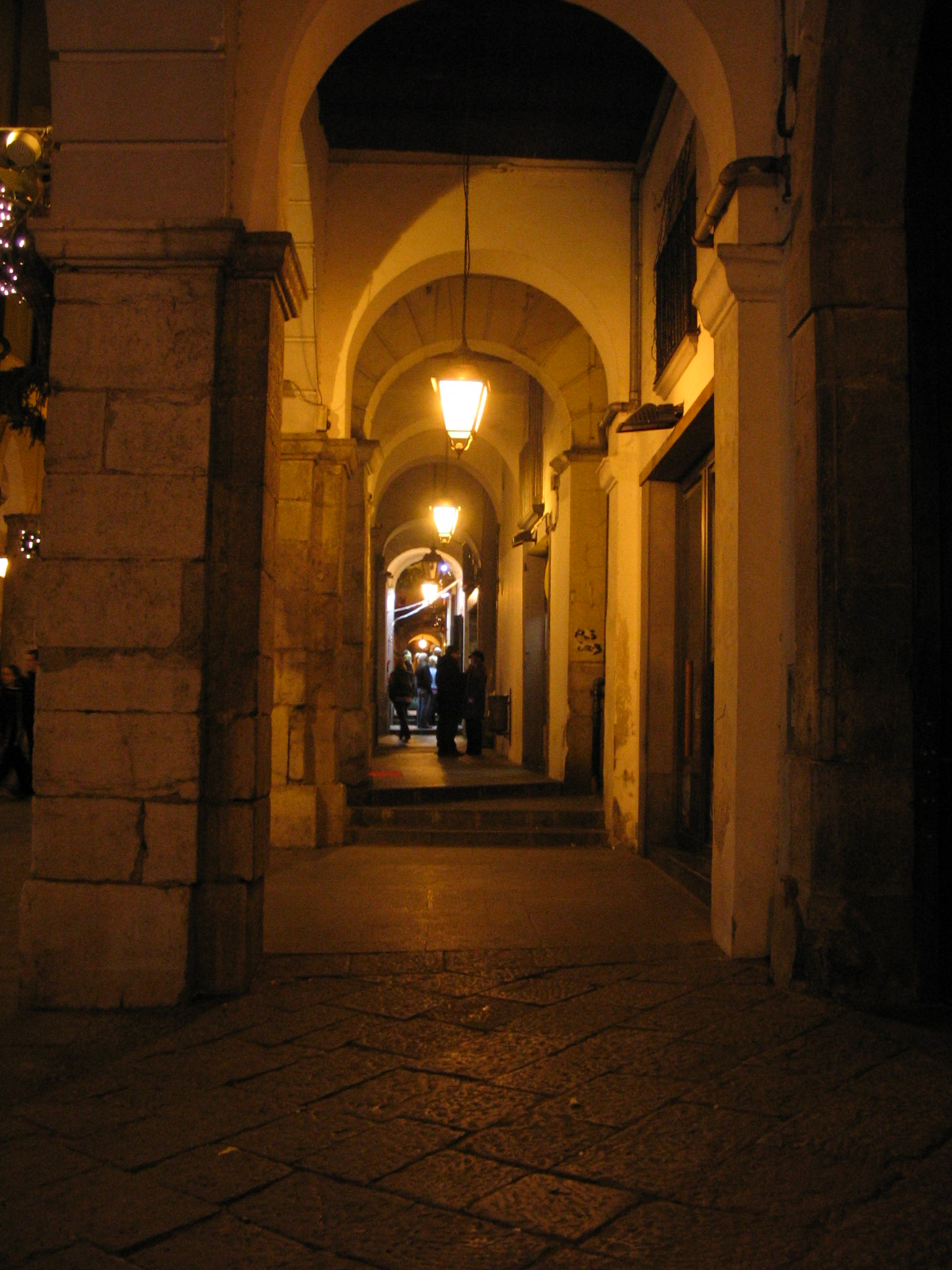
Аркады в предместье Скаччавенти
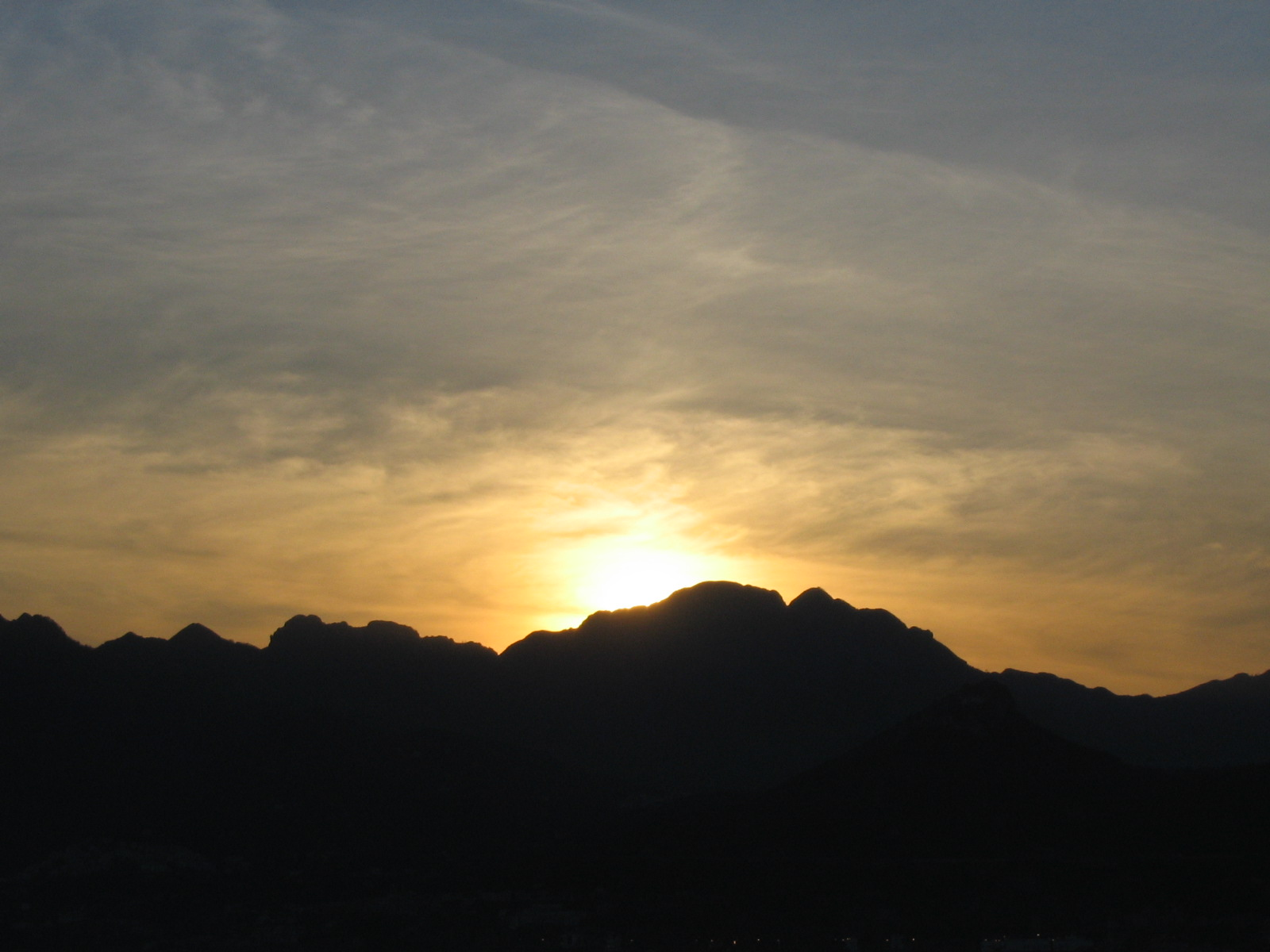
Закат над горой Финестра
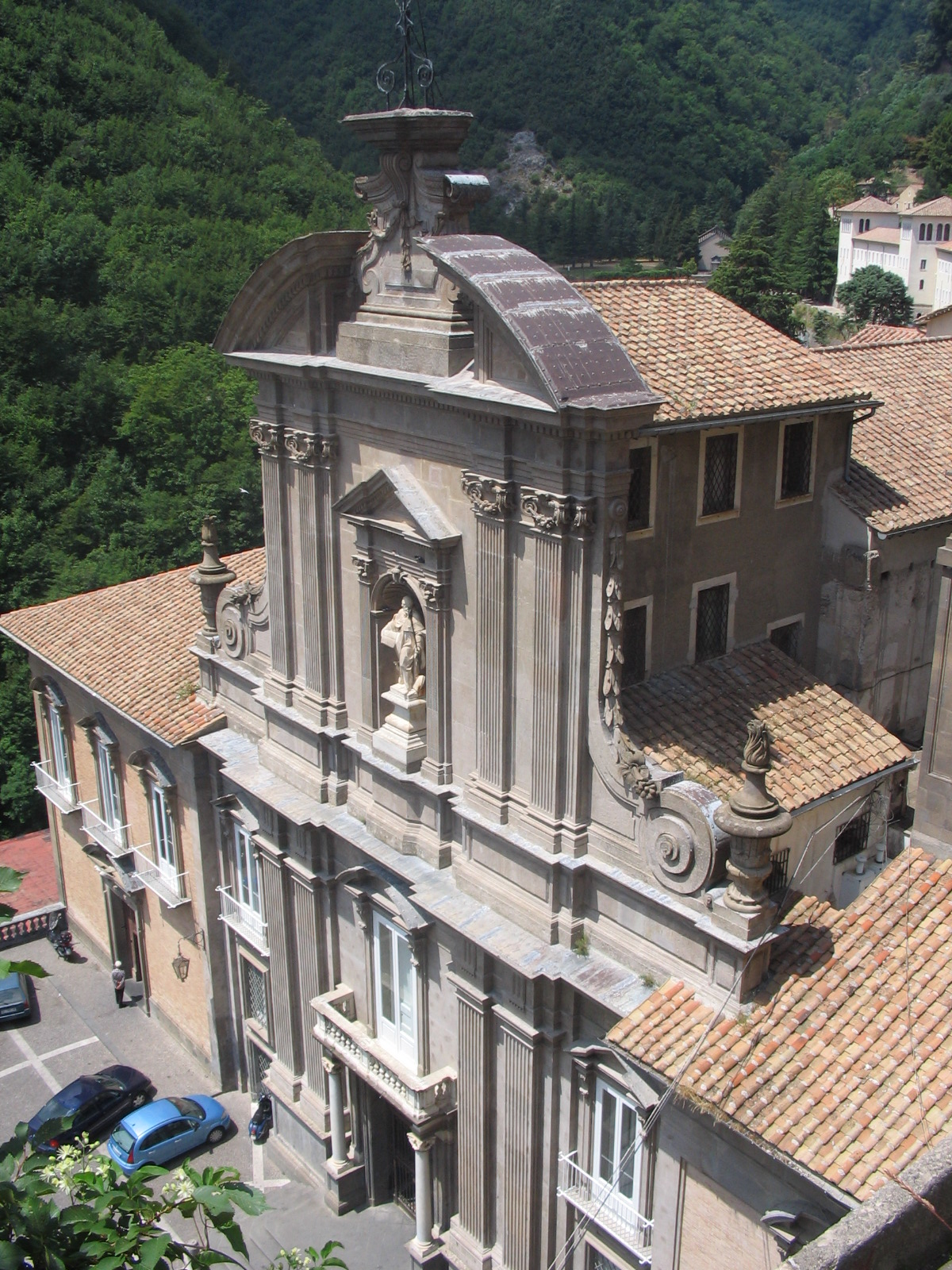
Бенедиктинское аббатство Святой Троицы
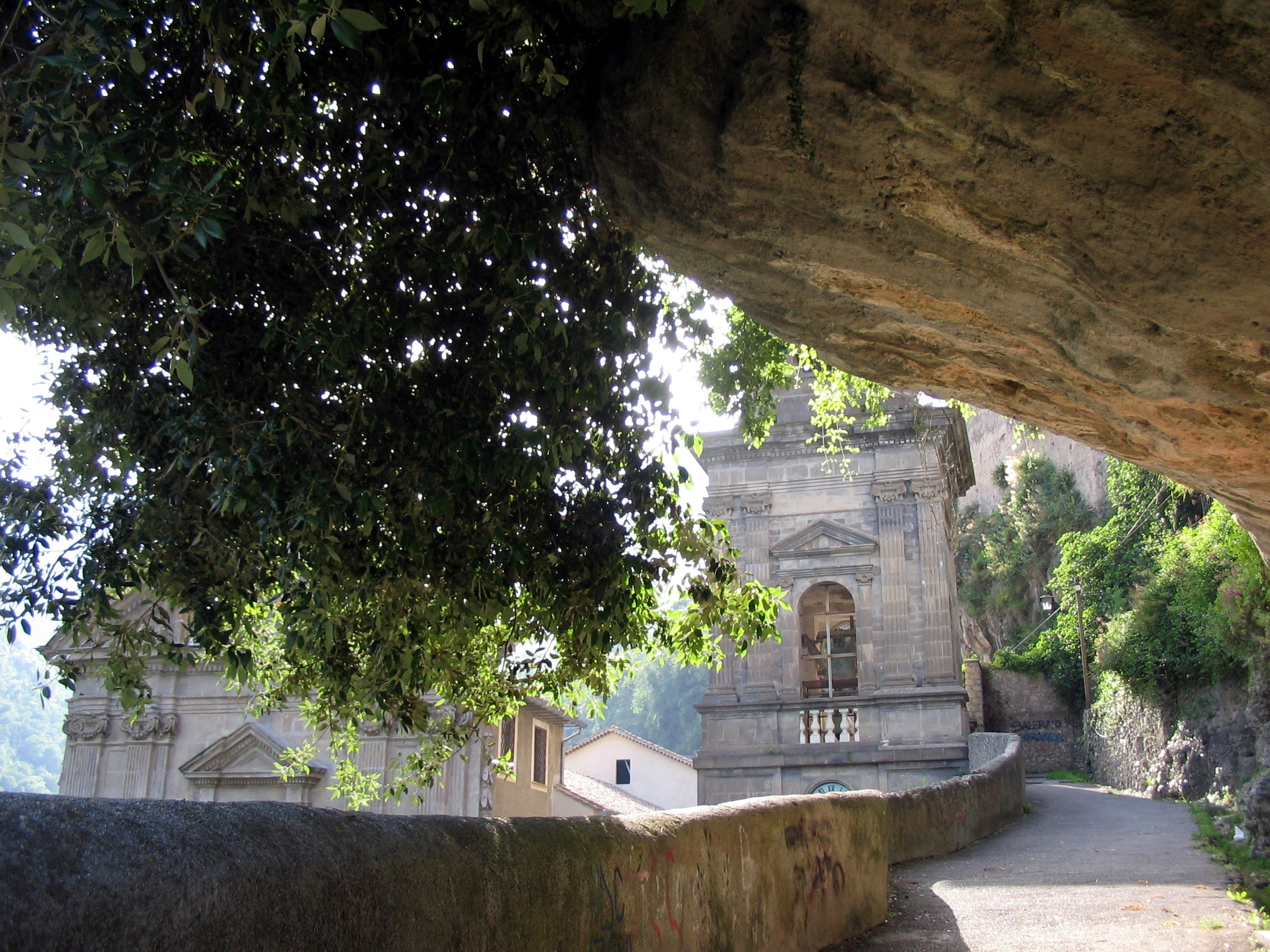
Бенедиктинское аббатство
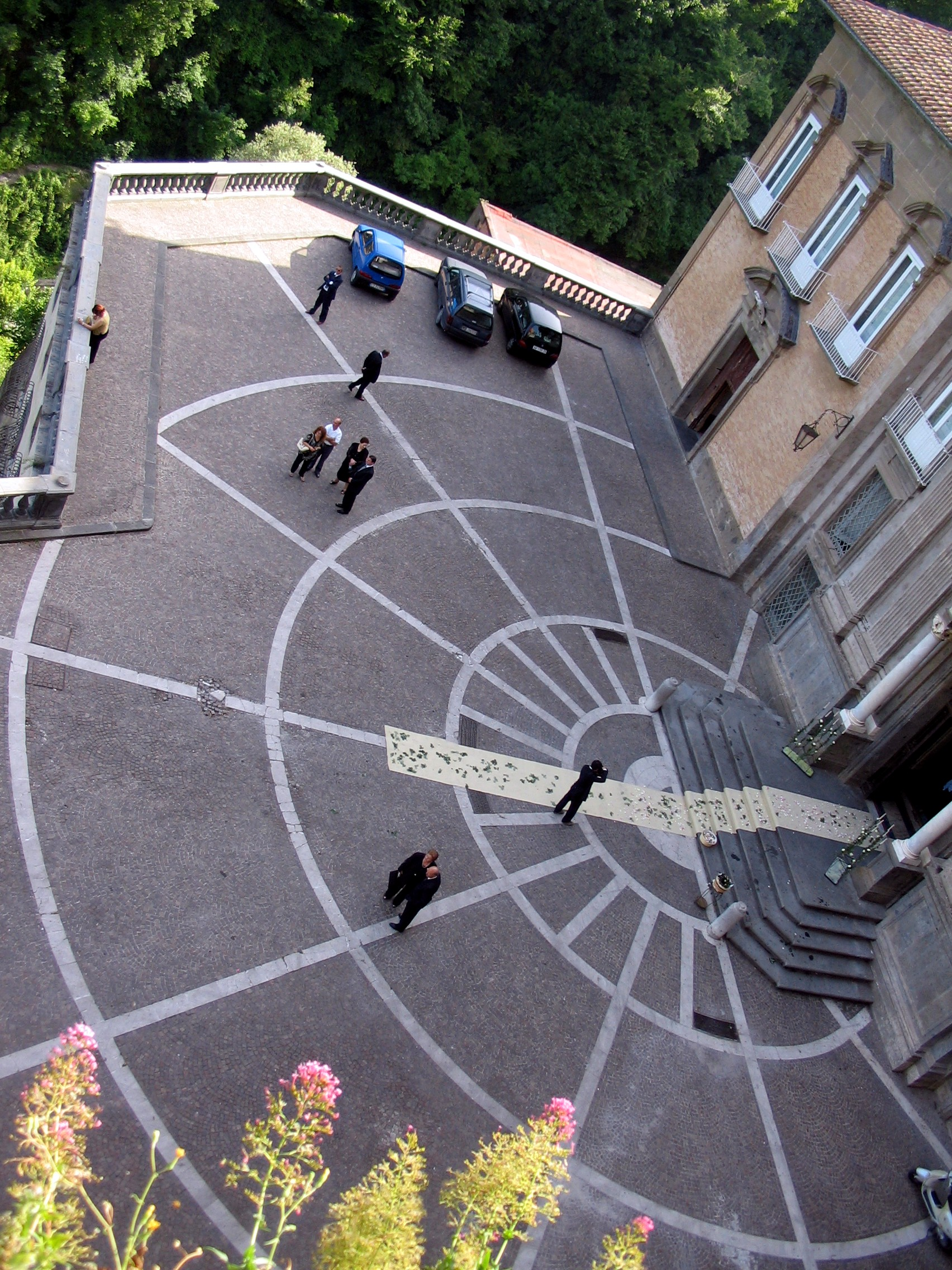
Дворик в аббатстве
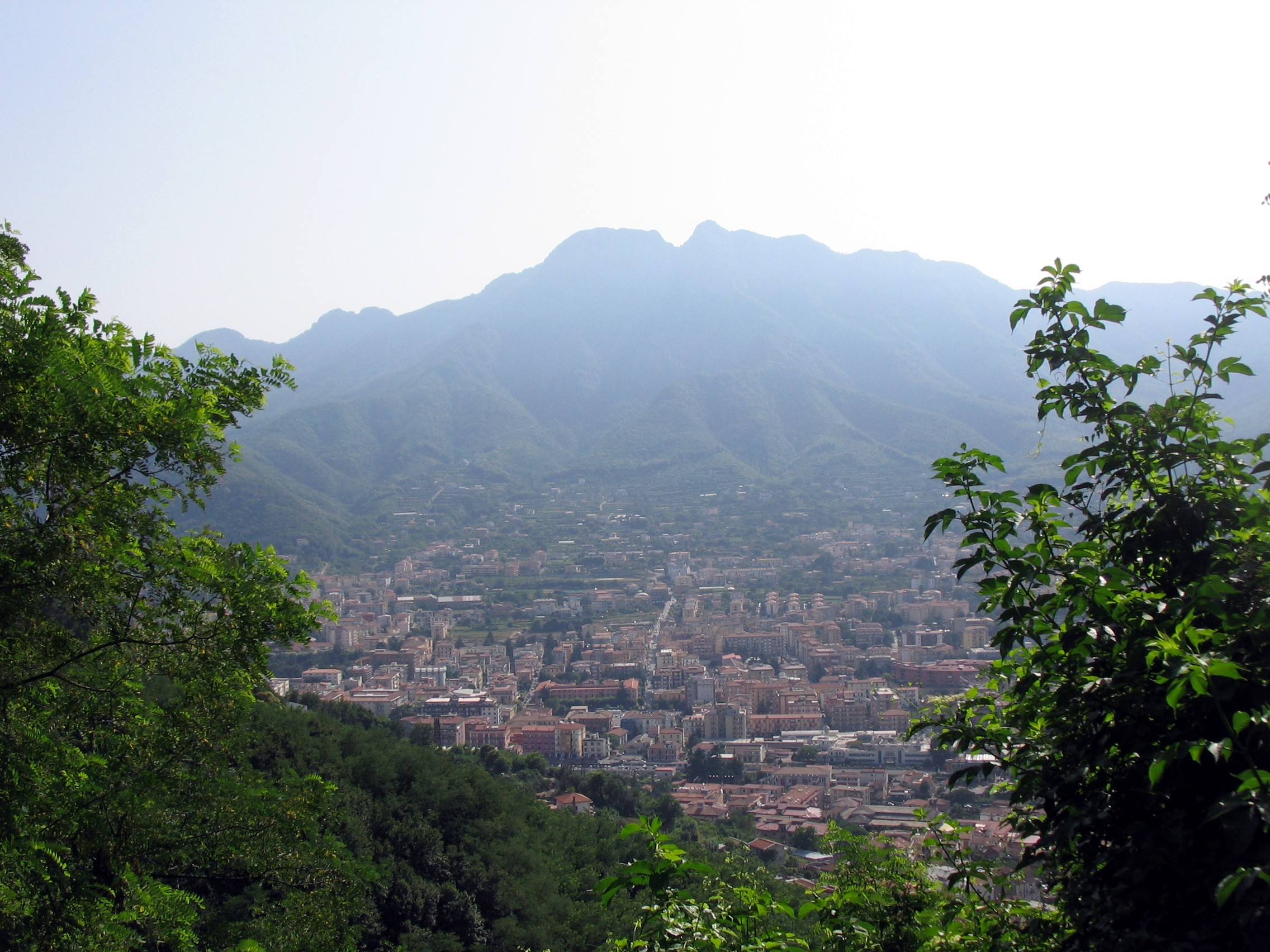
Вид на горный хребет (La Serra)
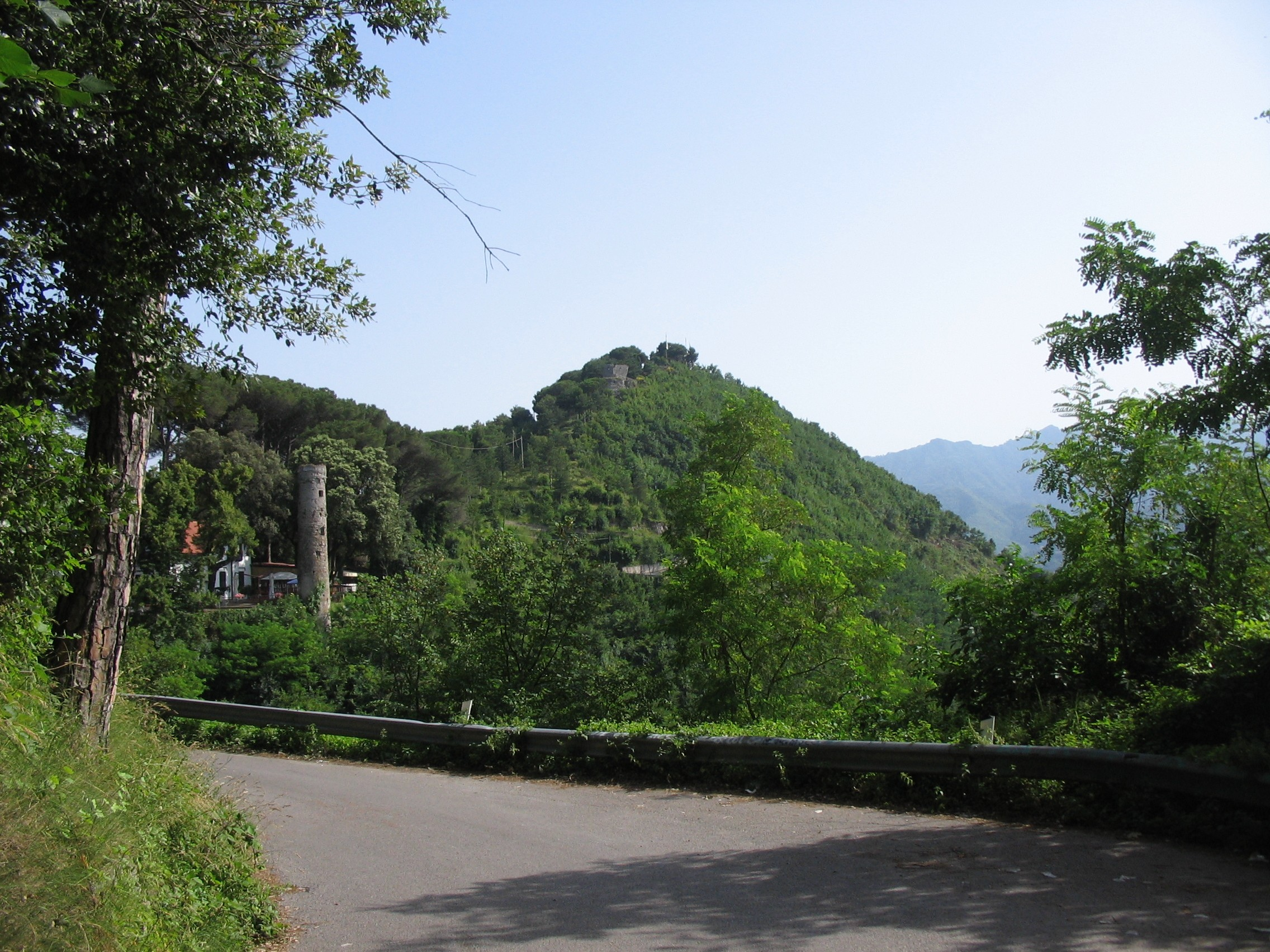
Гора Кастелло (Monte Castello)
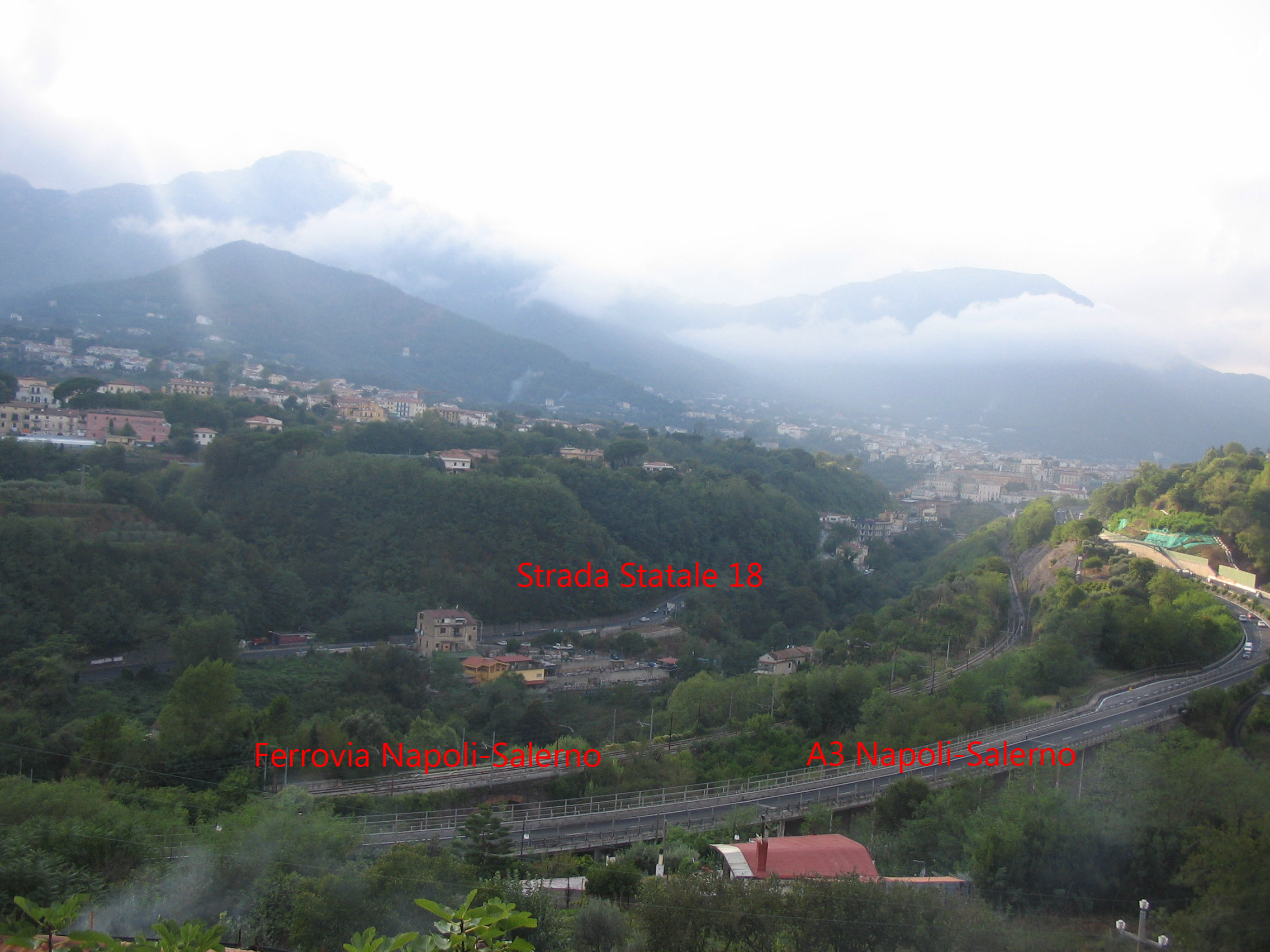
Федеральная автострада и железнодорожная линия к югу от города
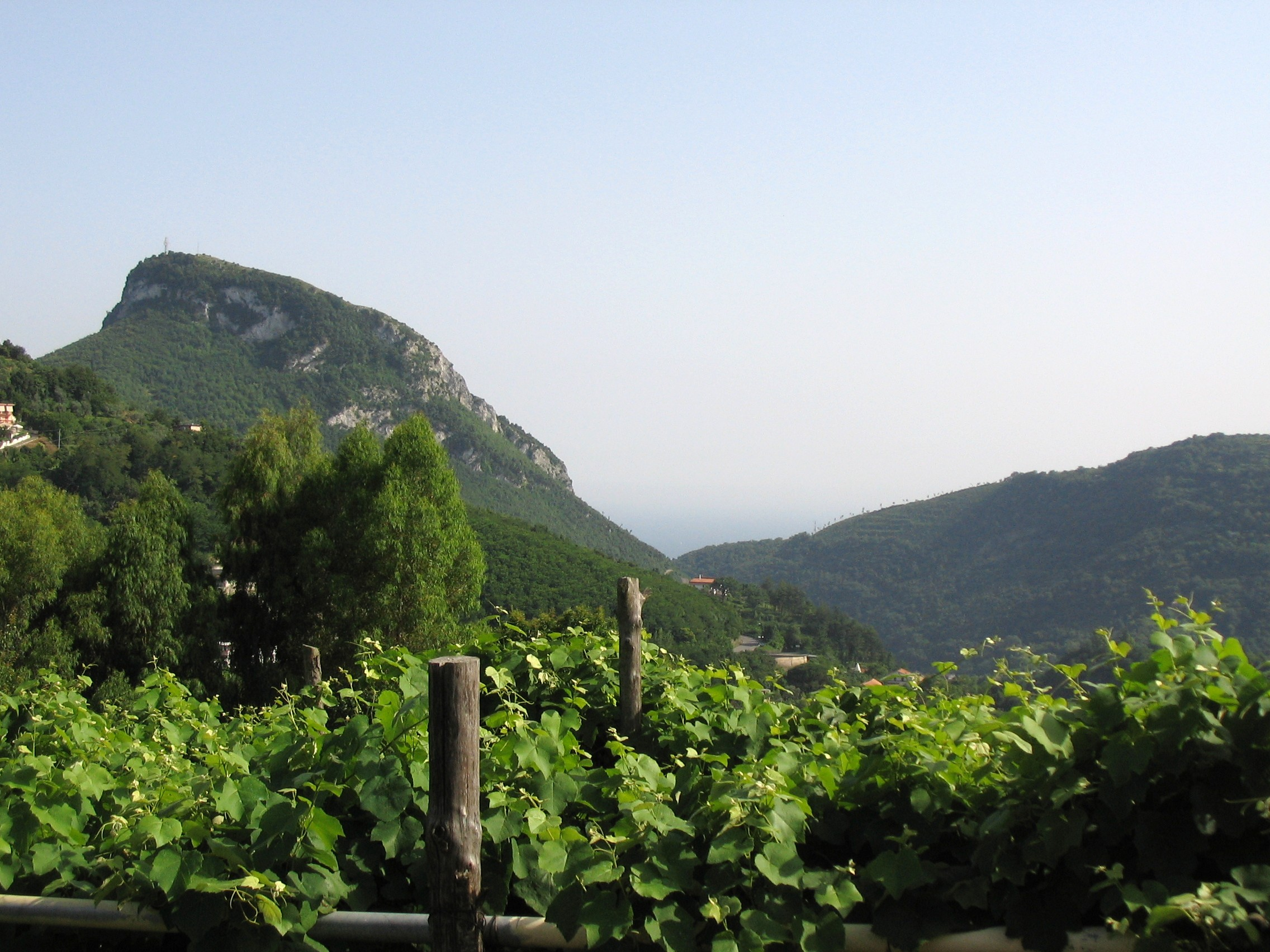
Вид с Дупино на гору Сан-Либераторе и Тирренское море)
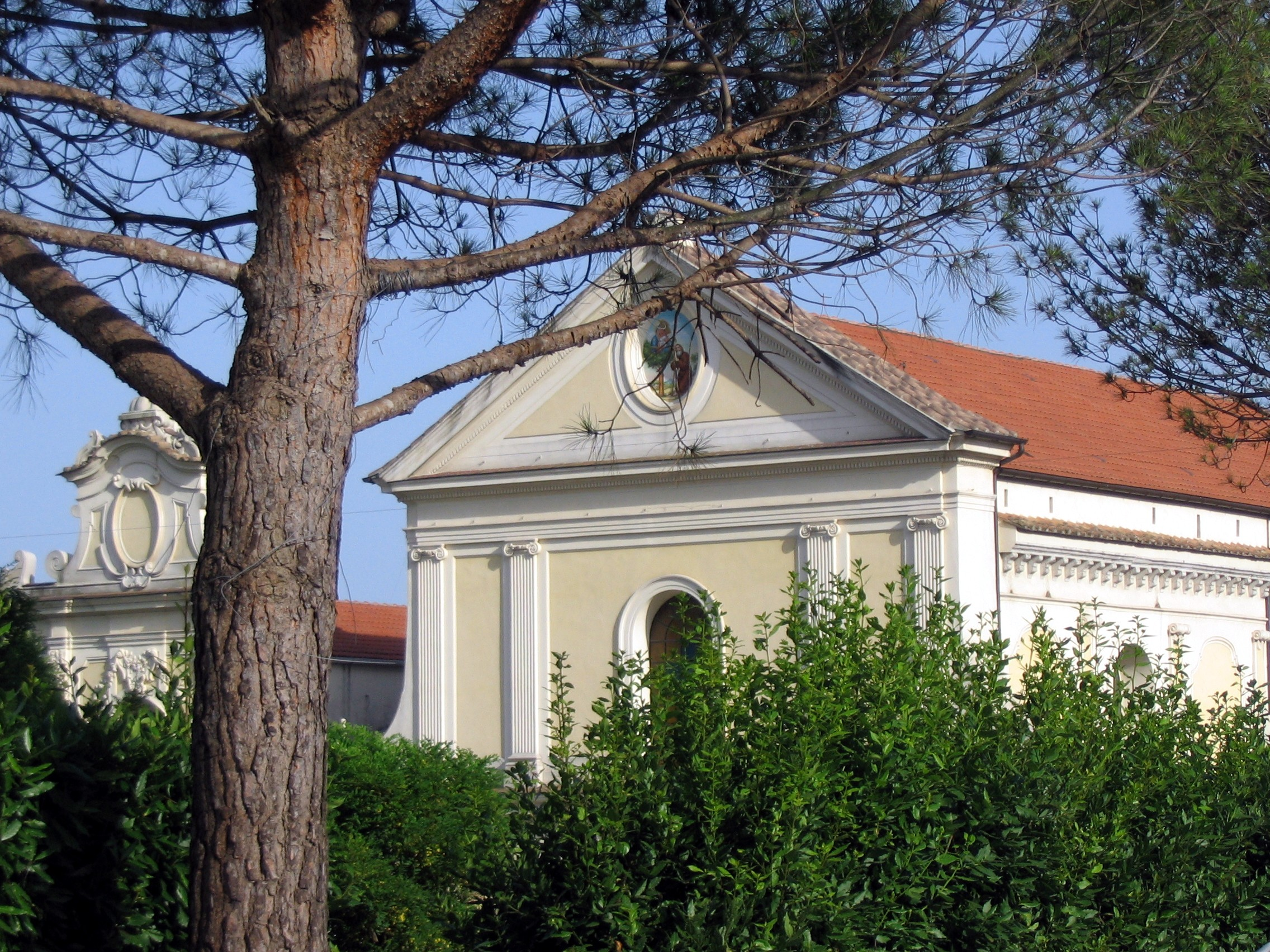
Церковь Мадонны Ольмской
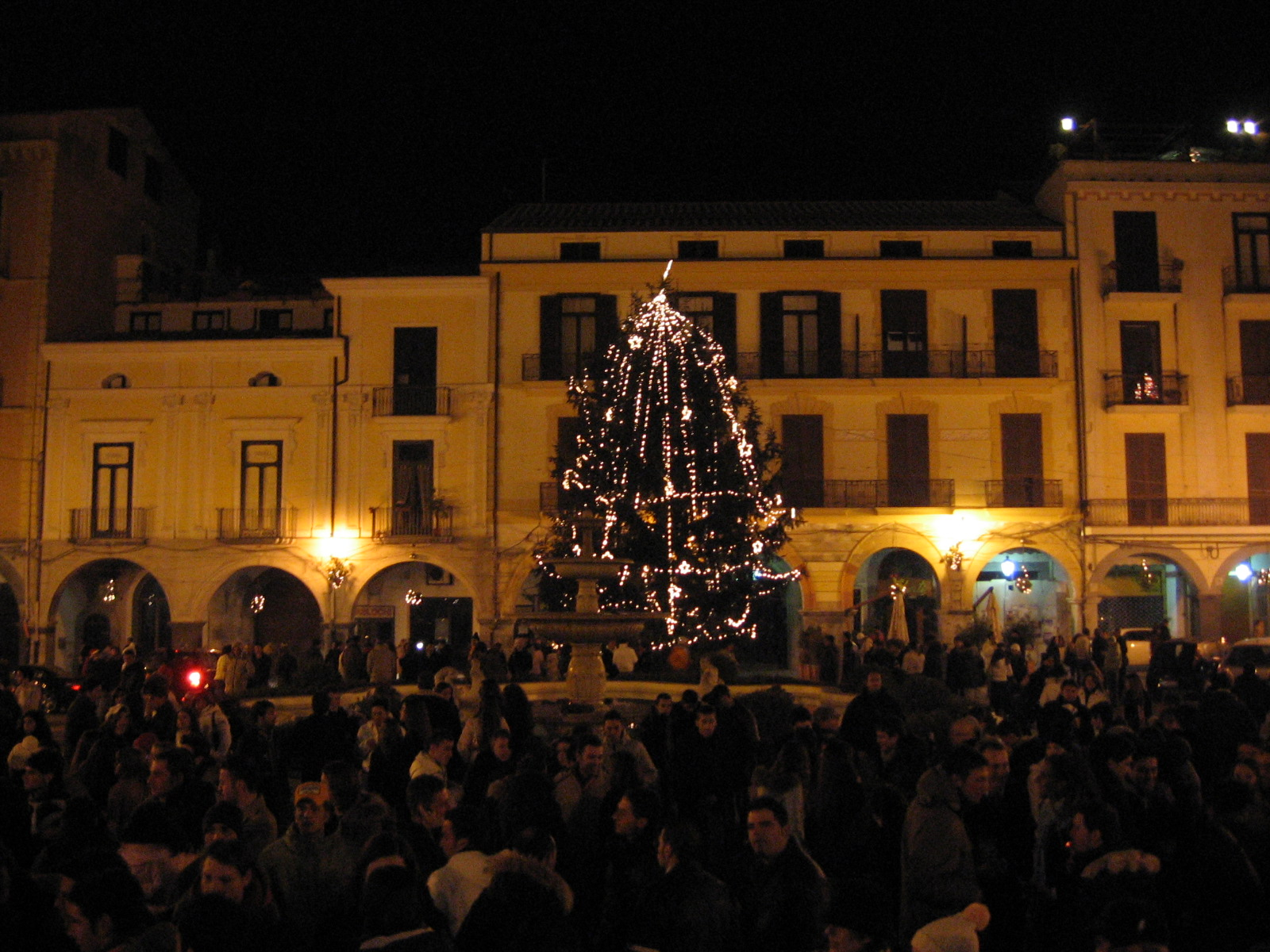
Соборная площадь на Рождество

## Города-побратимы
- Гожув, Польша
- Каунас, Литва
- Питсфилд, Массачусетс, США
- Шверте, Германия
- Несвиж, Беларусь

## Администрация коммуны
- Официальный сайт: https://web.archive.org/web/20131205211636/http://www.comune.cava-de-tirreni.sa.it/